# Cúp Intertoto 1966–67
Cúp Intertoto 1966–67 với chức vô địch thuộc về Eintracht Frankfurt trong trận chung kết trước Inter Bratislava, trận chung kết cuối cùng của giải đấu với hình thức '1 cúp, 1 đội vô địch'. Đây cũng là mùa giải cuối cùng có các vòng đấu loại trực tiếp, cho đến khi UEFA tiếp quản vào năm 1995, và cũng là lần cuối cùng tuyên bố thẳng một đội vô địch. Mặc dù giải đấu đã trở về 32 câu lạc bộ / 8 bảng, mùa này đã thay thế thành 40 câu lạc bộ / 10 bảng.
Đây là trận chung kết thứ ba của Bratislava trong năm mùa giải (hai mùa giải trước vô địch với tên cũ Slovnaft).

## Vòng bảng
Các đội bóng được chia thành 10 bảng, mỗi bảng 4 đội – 4 bảng 'A' và 6 bảng 'B'. Các câu lạc bộ từ Bỉ, Pháp, Ý, Hà Lan và Thụy Sĩ nằm ở bảng 'A'; các câu lạc bộ từ Tiệp Khắc, Đông Đức, Ba Lan, Thụy Điển, Nam Tư nằm ở bảng 'B'. Các câu lạc bộ từ Tây Đức nằm ở cả hai bảng. Mười đội thắng vòng bảng vào tiếp vòng đấu loại trực tiếp.

### Bảng A1
| XH | Đội                 | Tr | T | H | T | BT | BB | HS | Đ  |
| -- | ------------------- | -- | - | - | - | -- | -- | -- | -- |
| 1  | Eintracht Frankfurt | 6  | 5 | 0 | 1 | 15 | 9  | +6 | 10 |
| 2  | Lanerossi Vicenza   | 6  | 2 | 1 | 3 | 10 | 11 | −1 | 5  |
| 3  | Feyenoord           | 5  | 2 | 0 | 3 | 8  | 9  | −1 | 4  |
| 4  | La Chaux-de-Fonds   | 5  | 1 | 1 | 3 | 10 | 14 | −4 | 3  |

Trận đấu Chaux-de-Fonds v Feyenoord bị hủy bỏ vì sương mù (tỉ số lúc đó là 1–2). Vì cả hai đội đều không được vào tiếp, nên trận đấu không được đá lại và tỉ số không được chấp nhận.

### Bảng A2
| XH | Đội        | Tr | T | H | T | BT | BB | HS  | Đ  |
| -- | ---------- | -- | - | - | - | -- | -- | --- | -- |
| 1  | DWS        | 6  | 6 | 0 | 0 | 17 | 7  | +10 | 12 |
| 2  | Atalanta   | 6  | 3 | 0 | 3 | 14 | 7  | +7  | 6  |
| 3  | Grenchen   | 6  | 2 | 0 | 4 | 14 | 20 | −6  | 4  |
| 4  | Strasbourg | 6  | 1 | 0 | 5 | 9  | 20 | −11 | 2  |

### Bảng A3
| XH | Đội             | Tr | T | H | T | BT | BB | HS  | Đ  |
| -- | --------------- | -- | - | - | - | -- | -- | --- | -- |
| 1  | Go Ahead Eagles | 6  | 6 | 0 | 0 | 24 | 8  | +16 | 12 |
| 2  | Foggia          | 6  | 4 | 0 | 2 | 6  | 3  | +3  | 8  |
| 3  | Tilleur         | 6  | 2 | 0 | 4 | 10 | 13 | −3  | 4  |
| 4  | Sion            | 6  | 0 | 0 | 6 | 6  | 22 | −16 | 0  |

### Bảng A4
| XH | Đội          | Tr | T | H | T | BT | BB | HS  | Đ  |
| -- | ------------ | -- | - | - | - | -- | -- | --- | -- |
| 1  | ADO Den Haag | 6  | 5 | 1 | 0 | 16 | 8  | +8  | 11 |
| 2  | Brescia      | 6  | 3 | 1 | 2 | 9  | 5  | +4  | 7  |
| 3  | Liège        | 6  | 3 | 0 | 3 | 13 | 6  | +7  | 6  |
| 4  | Biel-Bienne  | 6  | 0 | 0 | 6 | 7  | 26 | −19 | 0  |

### Bảng B1
| XH | Đội                | Tr | T | H | T | BT | BB | HS | Đ  |
| -- | ------------------ | -- | - | - | - | -- | -- | -- | -- |
| 1  | Zagłębie Sosnowiec | 6  | 5 | 0 | 1 | 14 | 7  | +7 | 10 |
| 2  | Karlsruhe          | 6  | 3 | 0 | 3 | 8  | 7  | +1 | 6  |
| 3  | Hansa Rostock      | 6  | 3 | 0 | 3 | 13 | 13 | 0  | 6  |
| 4  | Olimpija           | 6  | 1 | 0 | 5 | 7  | 15 | −8 | 2  |

### Bảng B2
| XH | Đội                | Tr | T | H | T | BT | BB | HS | Đ |
| -- | ------------------ | -- | - | - | - | -- | -- | -- | - |
| 1  | IFK Göteborg       | 6  | 4 | 1 | 1 | 13 | 14 | −1 | 9 |
| 2  | Szombierki Bytom   | 6  | 3 | 0 | 3 | 17 | 8  | +9 | 6 |
| 3  | Lokomotive Leipzig | 6  | 2 | 2 | 2 | 8  | 8  | 0  | 6 |
| 4  | Union Teplice      | 6  | 1 | 1 | 4 | 6  | 13 | −7 | 3 |

### Bảng B3
| XH | Đội                    | Tr | T | H | T | BT | BB | HS | Đ |
| -- | ---------------------- | -- | - | - | - | -- | -- | -- | - |
| 1  | Górnik Zabrze          | 6  | 4 | 1 | 1 | 17 | 10 | +7 | 9 |
| 2  | Eintracht Braunschweig | 6  | 3 | 0 | 3 | 12 | 13 | −1 | 6 |
| 3  | Carl Zeiss Jena        | 6  | 2 | 1 | 3 | 9  | 12 | −3 | 5 |
| 4  | AIK                    | 6  | 1 | 2 | 3 | 7  | 10 | −3 | 4 |

### Bảng B4
| XH | Đội                      | Tr | T | H | T | BT | BB | HS | Đ |
| -- | ------------------------ | -- | - | - | - | -- | -- | -- | - |
| 1  | Internacionál Bratislava | 6  | 4 | 0 | 2 | 18 | 10 | +8 | 8 |
| 2  | Wisła Kraków             | 6  | 3 | 1 | 2 | 13 | 10 | +3 | 7 |
| 3  | Malmö FF                 | 6  | 2 | 1 | 3 | 9  | 13 | −4 | 5 |
| 4  | Kaiserslautern           | 6  | 2 | 0 | 4 | 12 | 19 | −7 | 4 |

### Bảng B5
| XH | Đội                  | Tr | T | H | T | BT | BB | HS | Đ  |
| -- | -------------------- | -- | - | - | - | -- | -- | -- | -- |
| 1  | Vorwärts Berlin      | 6  | 5 | 0 | 1 | 13 | 8  | +5 | 10 |
| 2  | Košice               | 6  | 3 | 1 | 2 | 12 | 11 | +1 | 7  |
| 3  | Elfsborg             | 6  | 3 | 0 | 3 | 10 | 8  | +2 | 6  |
| 4  | Borussia Neunkirchen | 6  | 0 | 1 | 5 | 6  | 14 | −8 | 1  |

### Bảng B6
| XH | Đội                    | Tr | T | H | T | BT | BB | HS | Đ |
| -- | ---------------------- | -- | - | - | - | -- | -- | -- | - |
| 1  | Norrköping             | 6  | 4 | 0 | 2 | 17 | 10 | +7 | 8 |
| 2  | Dynamo Dresden         | 6  | 3 | 1 | 2 | 13 | 7  | +6 | 7 |
| 3  | Polonia Bytom          | 6  | 1 | 3 | 2 | 5  | 13 | −8 | 5 |
| 4  | Spartak Hradec Králové | 6  | 0 | 1 | 5 | 6  | 14 | −8 | 1 |

## Tứ kết
- Górnik Zabrze và Vorwärts Berlin đang tham gia Giải bóng đá vô địch các câu lạc bộ châu Âu, và không được phép tiếp tục tham gia Cúp Intertoto sau kì nghỉ hè – nên họ bỏ giải. Thêm vào đó, các đội này được bốc thăm đá với nhau ở Vòng Một của Giải bóng đá vô địch các câu lạc bộ châu Âu, nên được miễn đấu và tham gia lại sau đó, điều mà đã xảy ra với Malmö FF cách đây hai mùa giải.
- Các câu lạc bộ còn lại bốc thăm thành 4 cặp đấu

| Đội 1                    | TTS | Đội 2               | Lượt đi | Lượt về |
| ------------------------ | --- | ------------------- | ------- | ------- |
| Norrköping               | 3–4 | Eintracht Frankfurt | 2–1     | 1–3     |
| ADO Den Haag             | 3–0 | IFK Göteborg        | 1–0     | 2–0     |
| Internacionál Bratislava | 4–3 | Go Ahead Eagles     | 3–0     | 1–3     |
| DWS                      | 2–5 | Zagłębie Sosnowiec  | 2–2     | 0–3     |

## Bán kết
| Đội 1              | TTS | Đội 2                    | Lượt đi | Lượt về |
| ------------------ | --- | ------------------------ | ------- | ------- |
| ADO Den Haag       | 2–3 | Internacionál Bratislava | 1–0     | 1–3     |
| Zagłębie Sosnowiec | 5–7 | Eintracht Frankfurt      | 4–1     | 1–6     |

## Chung kết
| Đội 1                    | TTS | Đội 2               | Lượt đi | Lượt về |
| ------------------------ | --- | ------------------- | ------- | ------- |
| Internacionál Bratislava | 3–4 | Eintracht Frankfurt | 2–3     | 1–1     |

## Hủy bỏ vòng đấu loại trực tiếp
Vòng bảng luôn diễn ra trong kì nghỉ hè, và các vòng đấu loại trực tiếp giúp các câu lạc bộ có thể hòa nhập với mùa giải mới. Tuy nhiên, điều này đã bắt đầu nảy sinh vấn đề. Đầu tiên, các câu lạc bộ thường gặp khó khăn chọn ngày thi đấu và giải đấu không thể kết thúc đúng thời gian –chẳng hạn, trận chung kết mùa giải 1964–65 không thể diễn ra cho đến đầu tháng Sáu, hơn một năm sau khi các trận vòng bảng diễn ra và mùa giải 1963–64 và mùa giải 1965–66 kết thúc vào cuối tháng Năm.
Lý do thứ hai là sự khăng khăng của UEFA rằng các câu lạc bộ tham gia Giải bóng đá vô địch các câu lạc bộ châu Âu hay Cúp các câu lạc bộ đoạt cúp bóng đá quốc gia châu Âu không thể tiếp tục các trận đấu ở các giải đấu cấp châu lục sau kì nghỉ hè. Điều đó có nghĩa rằng các câu lạc bộ vượt qua Vòng bảng Intertoto, nhưng cũng đang tham gia ở một trong các giải đấu của UEFA, phải được miễn đấu qua các vòng đấu trực tiếp của Intertoto (cho đến khi họ bị loại ở giải đấu UEFA), hoặc bỏ giải. Điều này làm cho các vòng đấu loại phức tạp hơn, khó sắp xếp lịch thi đấu và làm suy yếu tầm ảnh hưởng.
Lý do thứ ba là thiếu giá trị cho các vòng đấu loại trực tiếp. Trong khi vào đến chung kết được xem là thành tích đáng được khen ngợi, là mục đích chính của giải, đối với hầu hết các câu lạc bộ tham gia, thì lại dành cho các đội bóng có kì nghỉ hè trống. Lợi ích tài chính của việc tham gia vòng bảng cũng rất quan trọng. Phải sắp xếp và tham gia các trận đấu loại sân nhà-sân khách trong mùa giải mới được cho là khó, đắt tiền và không có ý nghĩa nếu câu lạc bộ bị loại trước khi vào Bán kết hay Chung kết.
Vì vậy, vòng đấu loại trực tiếp bị hủy bỏ, và trong ba thập kỷ tiếp theo, không có đội vô địch. Vòng bảng vẫn tiếp tục diễn ra như trước, với tiền thưởng được chia theo vị thứ cuối cùng trong bảng của các đội bóng.